# Uhden

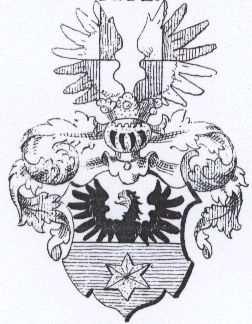
Wappen der adligen
Familie von Uhden
(waagerechte Schraffur in Blau)

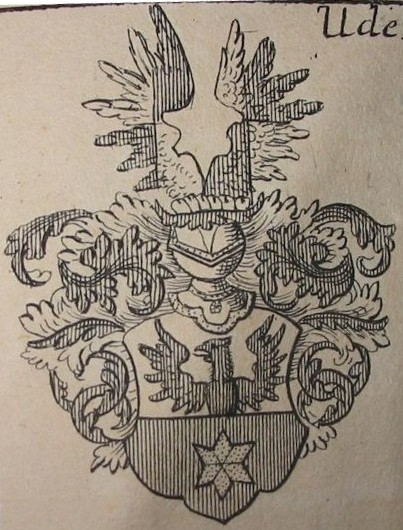
Wappen der bürgerlichen
Familie Ude bzw. Uhde
(senkrechte Schraffur in Rot)

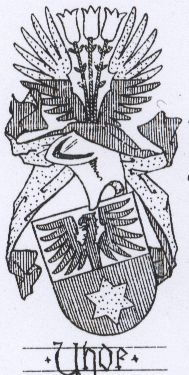
Wappen des David Gustav Uhde
(senkrechte Schraffur in Rot)

Uhden, auch Uhde, Uden, Ude und latinisiert Udenius geschrieben, ist der Name einer Familie.

## Namensentstehung
Der Name Uden oder kurz Ude, später auch Uhden und Uhde, zählt zu den patronymischen Familiennamen (Vatersvornamen). Er entwickelte sich aus der beliebten Namenskurzform Udo durch sprachliche Verkürzung seines lateinischen Genitivs „filius Udonis“ für Sohn Udos bzw. Udos Sohn 1283 zu „Udonis“, anschließendes Abschleifen zu Uden, so 1308 mit „meyster Uden“ aus Halle sowie 1311 in Berlin mit „consul Henricus Uden“ und Verkürzen zu Ude 1410 mit „Ciriacus Ude … radmanne to Gardelege“.

## Familie
Die hier behandelte Familie kommt ursprünglich aus Gardelegen in der Altmark, wo u. a. 1393 Cyriacus und Henning Uden, 1419 die Gebrüder Niclas und Cyriacus und 1493 Bürgermeister Udo Udonis auftreten. In der Marienkirche zwischen Hochkanzel und Ratsherrngestühl errichtete sich 1586 des Bürgermeisters Anton Uhdes († 1566) Witwe, Elisabeth Uhde geb: Hackelbusch aus Salzwedel, ein prächtiges heute noch erhaltenes Epitaph.
In Egeln bei Magdeburg wird die Familie 1552 mit dem fürstlich magdeburgischen Hofrat Bartholomäus Ude († 1587) urkundlich. Die gesicherte Stammreihe beginnt mit Christian Röttger Heinrich Uhde, Kaufmann in Egeln, und der dort am 6. Juni 1608 geehelichten Dorothea Rulmann. Den Nachkommen des Sohnes Peter Uhde (1623–1684), Egelner Kaufmann, Ackerbürger und Ratsverwandter, vermacht Enkel David Uhde 1750, Bürgermeister dortselbst und kinderlos, sein ganzes Vermögen ungeteilt mit der Maßgabe, dass es „gehörlich administriert“ und aus den Erträgen „den waren und wirklichen Armen meiner Familien in infinitum und zwar deren Söhne zur Erlernung einer Profession fünfzehn bis zwanzig Reichsthaler, ingleichen denen Töchtern zu ihrer Verheiratung jede dreißig Reichsthaler baares Geld ausgezahlt, auch denen frommen Witwen und Waisen zu ihrer höchstnöthigen etwas gereicht werden soll“.
Noch 1937 bekamen drei Witwen ein Stipendium aus der Familienstiftung, deren Verwaltung vom Stiftungsbeginn an in den Händen des Egelner Magistrats lag. Die den Stiftungsakten beigefügten Nackommenstafeln bargen 1000 Köpfe, waren bei weitem nicht lückenlos, wie der nationalsozialistische Rassenhygieniker Hans Julius Duncker berichtet, der bis 1940 die Zahl durch eigene Recherchen auf 3.600 erhöhte und mit Dunkelziffer die Gesamtzahl auf 6.000 taxierte.
Der Bruder von obigem Peter Uhden wandert nach dem Dreißigjährigen Krieg nach Mähren aus und wird Stammvater des mährischen Familienzweiges.

## Wappen
Schild geteilt, oben in Silber ein wachsender roter Adler, unten in Rot ein goldener Stern; auf dem Helm mit rot-silberner Decke ein offener beidseitig von Silber und Rot gevierter Flug.

## Bekannte Familienmitglieder
- Adolph Uhde (1827–1863), württembergischer Hauptmann a. D., deutscher Kaufmann und britischer Konsul in Matamaros Mexiko, Geograf und Völkerkundler
- Elisabeth Ude geb. Hackelbusch aus Salzwedel († 1586 in Gardelegen), Frau des Bürgermeisters Antonius Ude († 1566), lebensgroßes Epitaph in der Marienkirche zu Gardelegen in der Altmark
- Bernhard von Uhde (1817–1883), 1851 königlich sächsischer Regierungsrat, Konsistorialpräsident, 1874 Ehrenbürger der Stadt Zwickau, 1883 königlich sächsischer Adelsstand
- Carl Ludwig Adolph Uhde (1792–1856), deutscher Konsul und Kolonial-Kaufmann in Mexiko, Sammler von ausgestopften Vögeln, Insekten, Pflanzen und mexikanischen Altertümern, dessen 5000 Exponate für die Ethnographische Sammlung in Berlin 1861 angekauft wurden und den Grundstock zur Südamerikaausstellung des späteren Museums für Völkerkunde legten.
- Alexander von Uhden (1798–1878), deutscher Justizminister und Politiker
- Conrad Uhden (1856–1943), deutscher Architekt, Baurat in Gotha
- Friedrich von Uhden (1854–1941), preußischer Generalmajor
- Fritz von Uhde (1848–1911), deutscher Maler; Sein Stil lag zwischen Realismus und Impressionismus, er malte auch religiöse Bilder.
- Friedrich Ludwig Uhde (1763–1809), Oberbürgermeister von Brandenburg bis zu seinem Tode 1809
- Hermann Ferdinand Uhde (1812–1888), 1836/38 Hauslehrer, 1841 zum Studium der Pfarrsysteme von der preußischen Regierung nach England geschickt, 1844 ordiniert als Pfarrer in der Stadtvogtei Berlin, 1849 Pfarrer in Heiligengrabe und ab 1852 in Kotelow und Lübbersdorf, 1863 Präpositus der Friedländer Synode, 1883 Dr. theol.[11][12]
- Johann Christian Uhden (1695–1783), preußischer Generalfiscal, Mitglied der Preußischen Akademie der Wissenschaften
- Maria Uhden (1892–1918), deutsche Malerin und Grafikerin
- Marietta Uhden (1968–2014), deutsche Sportlerin, zwölffache deutsche Meisterin, zweifache Bronzemedaillen-Gewinnerin der Weltmeisterschaften im Sportklettern
- Milan Uhde (* 1936), tschechischer Schriftsteller und Politiker
- Otto Uhden (1827–1908), Rittergutsbesitzer auf Sorge bei Crossen an der Oder, deutscher Reichstagsabgeordneter und preußischer Politiker
- Richard Uhden (1900–1939), deutscher Geograph
- Sophie von Uhde (1886–1956), deutsche Schriftstellerin
- Wilhelm Uhden (1763–1835), preußischer Beamter und Diplomat, Gesandter in Rom, Altertumswissenschaftler

## Hinweis

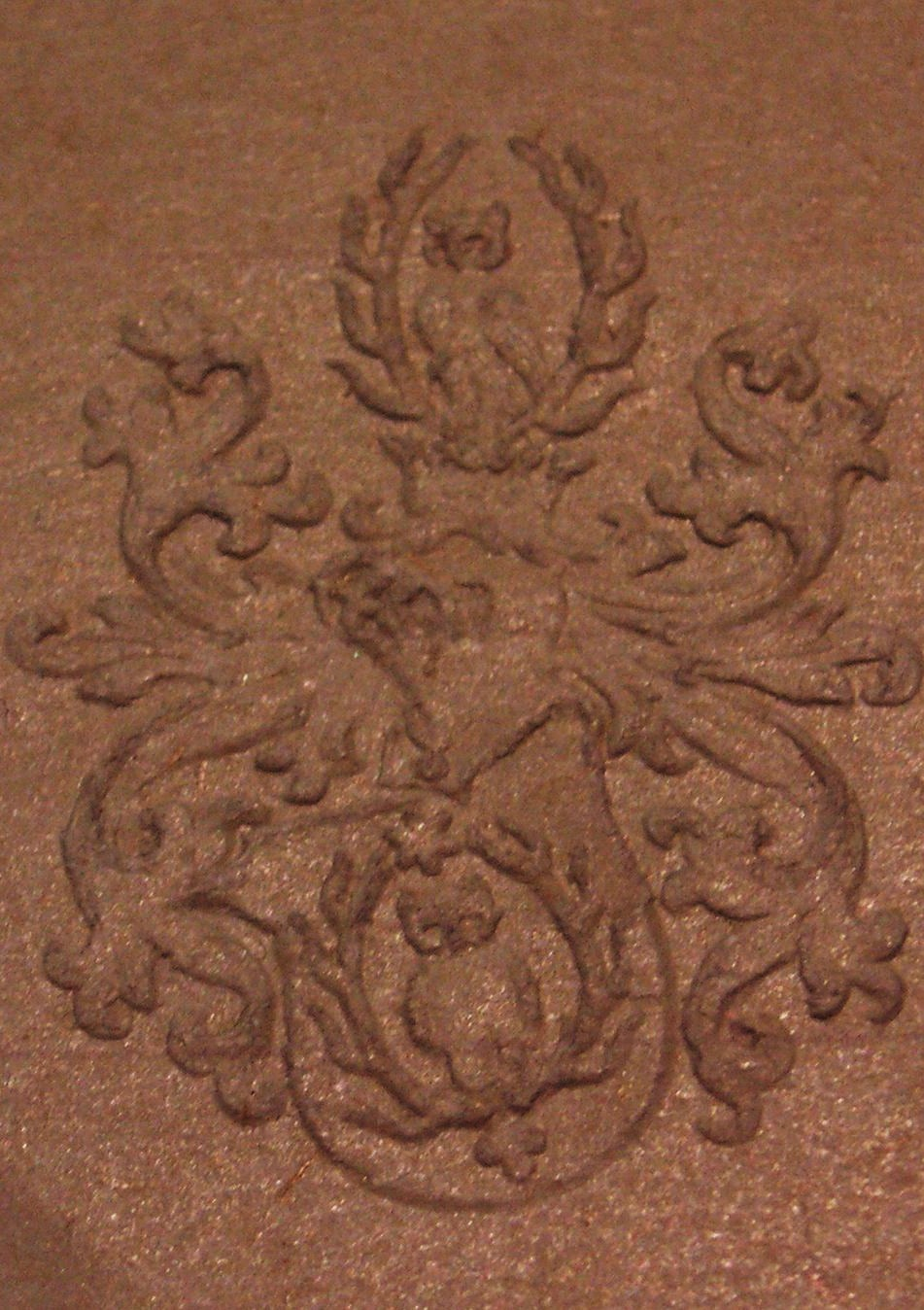
Wappen des Paul Karl von Uhde
1902: Stern über Eule.

Es gibt Familien in ähnlicher Namensschreibweise, die von der hier beschriebenen zu unterscheiden sind. Wie zum Beispiel:
- Uhde aus Königslutter: seit 1663 im höheren Forstdienst nachgewiesen. Zur Familie zählen

- August Wilhelm Julius Uhde (* Königslutter 1807, † in Braunschweig 1907) herzoglich braunschweigischer Schulrat und Direktor des Politechnikums. Er hatte zwei berühmte Söhne:
- Constantin Uhde (1836–1905) wurde ein bekannter Architekt und
- Paul Karl von Uhde (1843–1932), preußischer Generalleutnant z. D., 17. Dezember 1902 preußischer Adelsstand, Neues Palais Potsdam. Wappen (1902): In Silber sitzend zwischen zwei schwarzen Hirschstangen eine rote Eule, überhöht von einem roten Stern.
- Einer Nebenlinie entstammt der bekannte Karl Wilhelm Ferdinand Uhde (1813–1885), deutscher Professor der Chirurgie.
- Friedrich Wilhelm Uhde (1836–1906), deutscher Oberförster in Rübeland und Ornithologe.
- Hans Uhde (1881–1949), preußischer Major a. D. und Kreisrat in Einbeck, heiratete 1909 Margot von Reichenbach, deren Brüder im Ersten Weltkrieg fielen, weshalb auf Antrag des Schwiegervaters 1920 die Genehmigung zur Führung des Namens Uhde von Reichenbach erteilt wurde.

- Ude aus Ildehausen bei Seesen im Harz: 1517 Stephan Uden van Ildeshuß[17], Henning Burchard Ude wurde am 23. Mai 1645 zum Priester geweiht. Sein Grabstein als Domherr von 1677 in Nordhausen beweist auf der Grabplatte das unterschiedliche Wappen: Schild mit drei Blättern auf dem Stil, darüber Helm mit Kreuz. 1626 stiftete der Dekan und Kanonikus Zacharias Ude zu Nordhausen mit 600 Rthlr. ein Familienstipendium für studierende Knaben. Auf ihn gehen zurück ein in Osterwiek um 1850 wohnender Kaufmann Ude und ein gleichzeitiger Waldhofsverwalter Ude in Ilsenburg, der das Stipendium zu vergeben hat.[18]
- Es gibt im Raum rund um Bad Gandersheim eine Vielzahl von Dörfern, in denen mindestens seit dem Ende des Dreißigjährigen Kriegs Familien mit dem Namen Uhde (Ude/Uden/Uhden) ansässig waren und zum Teil bis heute sind. Der Name ist bereits im 16. Jahrhundert u. a. in (Bad) Gandersheim, Dannhausen, Harriehausen und Kalefeld nachweisbar.
- Uhde (Uden, Ude) sind zudem in und um Hannoversch Münden belegt, wo ein Martinus Udenius (1597–1645), Sohn des Göttinger Ratsverwandten Johann Udenius, 22 Jahre als Pfarrer wirkt. Einem Nachkommen wird das geführte Wappen von 1772 wie folgt beschrieben: „im Schild und ebenso auf dem Helm drei gestielte Rosen, die aus einer Wurzel emporwachsen“.

## Weitere Literatur
- Christophoro Schultzen: Auf und Abnehmen der löblichen Stadt Gardelegen. Andreas Gussowen, Stendal 1668.